# Truyền thông Campuchia
Truyền thông Campuchia rất sôi động và phần lớn không được kiểm soát. Tình trạng này đã dẫn đến việc thành lập nhiều cơ quan truyền thông, truyền hình và báo in. Nhiều công ty thuộc lĩnh vực tư nhân đã chuyển sang lĩnh vực truyền thông, điều này thể hiện một sự thay đổi đáng kể từ nhiều năm phát sóng và xuất bản của nhà nước.
Kể từ khi nổi lên từ các chính phủ cộng sản của Khmer Đỏ và chế độ Cộng hòa Nhân dân Campuchia do Việt Nam hậu thuẫn, ngành truyền thông Campuchia đã trở thành một trong những lĩnh vực sống động và tự do nhất Đông Nam Á, mặc dù thiếu đào tạo báo chí chuyên nghiệp và đạo đức, và đe dọa bởi cả lợi ích của chính phủ và tư nhân, đã hạn chế ảnh hưởng của truyền thông Campuchia.

## Lịch sử
Năm 1987, nhà nước nắm quyền kiểm soát báo in và phương tiện điện tử và đưa ra quy định nội dung cụ thể. Phương tiện báo in có thẩm quyền nhất vào năm 1987 là tờ nhật báo ra hai tuần một kỳ Pracheachon (Nhân dân) của nhà cầm quyền KPRP, được phát hành lần đầu tiên vào tháng 10 năm 1985 để bày tỏ quan điểm của đảng về các vấn đề trong nước và quốc tế. Tuy nhiên, tuần báo quan trọng nhất là tờ Kampuchea của KUFNCD. Ấn phẩm chính của các lực lượng vũ trang là tuần báo Kangtoap Padevoat (Quân đội Cách mạng). Cho đến năm 1987, Campuchia vẫn chưa có tờ nhật báo. Mặc dù tình hình này đã thay đổi nhanh chóng sau khi quân đội Việt Nam rút quân và UNTAC giám sát cuộc tổng tuyển cử vào năm 1993.
Đài phát thanh và truyền hình dưới sự chỉ đạo của Ủy ban Phát thanh và Truyền hình Campuchia, được tạo ra vào năm 1983. Năm 1986, có khoảng 200.000 máy thu radio trong nước. Các chương trình phát thanh của Đài Tiếng nói Nhân dân Campuchia (VOKP) được phát bằng tiếng Khmer, tiếng Việt, tiếng Pháp, tiếng Anh, tiếng Lào và tiếng Thái. Với sự trợ giúp của Việt Nam, phát sóng truyền hình đã được thực hiện trên cơ sở thử nghiệm vào tháng 12 năm 1983 và sau đó thường xuyên vào cuối năm 1984. Tính đến tháng 3 năm 1986, Đài Truyền hình Campuchia (TVK) chỉ hoạt động hai giờ mỗi tối, bốn ngày một tuần ở khu vực Phnôm Pênh. Ước tính có khoảng 52.000 máy truyền hình tính đến đầu năm 1986. Tháng 12 năm 1986, Việt Nam đồng ý đào tạo kỹ thuật viên truyền hình Campuchia. Tháng sau, Liên Xô đã đồng ý hợp tác với Phnôm Pênh trong việc phát triển phương tiện truyền thông điện tử. Khán giả Campuchia bắt đầu đón nhận các chương trình truyền hình của Liên Xô từ sau tháng 3 năm 1987, thông qua một trạm mặt đất vệ tinh mà Liên Xô đã xây dựng ở Phnom Penh.
Bắt đầu từ năm 1979, chế độ Heng Samrin khuyến khích mọi người đọc các tạp chí chính thức và nghe radio mỗi ngày. Tuy nhiên, nạn mù chữ lan rộng và sự khan hiếm của cả phương tiện truyền thông bằng báo in và máy thu radio, có nghĩa là rất ít người Campuchia có thể làm theo đề xuất của chính phủ. Nhưng ngay cả khi các phương tiện truyền thông này có sẵn, ví dụ "cán bộ và chiến sĩ" trong lực lượng vũ trang, thích nghe các chương trình âm nhạc hơn là đọc về "tình hình và sự phát triển trong nước và thế giới hoặc các bài viết về gương người tốt việc tốt."

## Truyền hình
Campuchia đã ra mắt một đài truyền hình thử nghiệm, tín hiệu của nó là XUTV, bắt đầu phát sóng vào năm 1966. Đài này là một phần của chương trình phát thanh quốc gia thuộc sở hữu nhà nước Radio Diffusion Nationale Khmère (RNK) vào năm 1970, hoạt động 12 đến 14 giờ mỗi ngày, với quảng cáo là nguồn thu nhập chính. Các hãng phim của nó đã bị Khmer Đỏ phá hủy vào năm 1975, tạm dừng vai trò của truyền hình trong thời kỳ Khmer Đỏ.
Năm 1983, chính phủ đã ra mắt một đài khác mang tên TVK dưới chế độ Cộng hòa Nhân dân Campuchia được Việt Nam hậu thuẫn. Nó bắt đầu phát sóng màu từ năm 1986. Chỉ có một đài duy nhất cho đến năm 1992, khi các công ty tư nhân bắt đầu ra mắt các đài riêng, đầu tiên là TV9 và TV5.
Tất cả các đài này đều có chương trình địa phương, bao gồm các bộ phim dài tập, chương trình tạp kỹ và trò chơi truyền hình. Vở opera xà phòng Thái Lan (được lồng tiếng Khmer) là cực kỳ phổ biến, cho đến khi một phản ứng dữ dội sau cuộc bạo loạn Phnôm Pênh năm 2003, sau đó các chương trình của Thái Lan đã bị cấm.
Truyền hình cáp, bao gồm cả chương trình UBC lấy từ Thái Lan cũng như các mạng vệ tinh khác, cũng được phổ biến rộng rãi ở Campuchia. Nhiều người ở Campuchia không xem chương trình truyền hình do Campuchia sản xuất, thay vào đó, họ đăng ký UBC từ Thái Lan để xem các chương trình của Thái Lan. Người Campuchia sống ở nước ngoài có thể xem nội dung truyền hình Khmer qua Thaicom từ Thái Lan, Myanmar và Việt Nam.
Hầu hết các mạng truyền hình ở Campuchia đều ngưng chiếu vào buổi tối. Kể từ năm 2008, chính phủ đã cho phép các kênh truyền hình ngưng chiếu lúc 12:00 sáng (nửa đêm) và tiếp tục phát vào lúc 6 giờ sáng.

## Đo lường khán giả truyền hình
Không có tiêu chuẩn chính thức cho đo lường hiệu quả truyền thông được sử dụng bởi ngành công nghiệp, bất chấp những tuyên bố tự quảng cáo của một số công ty.

### Danh sách các đài truyền hình mặt đất
Có 11 đài truyền hình trên toàn quốc, bao gồm hai đài chuyển tiếp với các chương trình phát sóng của Pháp, Thái Lan và Việt Nam, cũng như 12 đài năng lượng thấp trong khu vực (tính đến năm 2006). Chúng bao gồm:

#### Truyền hình mặt đất
Có mười lăm đài truyền hình mặt đất ở Campuchia
- Town Full HDTV, ra mắt năm 2017 - Phát sóng 24 giờ mỗi ngày.
- PNN TV, ra mắt năm 2015 với hãng phim lớn nhất cả nước và phủ sóng toàn quốc.
- CTV 8 HD (UHF 48) - Kênh giải trí đầu tiên cung cấp chương trình chất lượng HD ở Campuchia và có sẵn trên toàn quốc.
- TV3
- MNBT television
- Apsara Television (TV11) Lưu trữ ngày 12 tháng 6 năm 2006 tại Wayback Machine - Phát sóng mỗi ngày từ 4:30 sáng đến 10:00 tối.
- Bayon Television (Kênh 27) - Kênh UHF duy nhất của Campuchia. Có trụ sở tại tỉnh Kandal.
- Cambodian Television Network (CTN); tiền thân là Television Cambodia Network (TCN)
- MyTV, một kênh truyền hình nhắm vào thanh thiếu niên và thanh niên Campuchia, cũng thuộc sở hữu của CTN
- Khmer Television (CTV9)
- National Television of Cambodia (TVK)
- Royal Cambodian Armed Forces Television (TV5) - Phát sóng 17,5 giờ từ 6 giờ sáng đến 11 giờ 30 phút.
- SEATV (South East Asia Television)
- Hang Meas HDTV - Phát sóng 24 giờ một ngày.
- Raksmey Hang Meas HDTV
- ETV
- CNC
- Bayon News TV

Ngoài ra còn có các trạm chuyển tiếp khu vực cho các kênh khác nhau ở Mondulkiri, Preah Vihear, Ratanakiri, Xiêm Riệp và Sihanoukville. TVK có các đài địa phương với 2 giờ chiếu chương trình trình địa phương, từ 19:30 đến 21:30.

### Nhà cung cấp truyền hình cáp
- DTV STAR Co., Ltd (TV, Internet, IP Phone)
- Cambodian Cable Television (CCTV)

Kể từ năm 2009, ngành công nghiệp điện ảnh đã tăng trưởng 26%, thu hút các công ty điện ảnh và đạo diễn quay phim trên biển ở Campuchia. Gia tộc M đã dần dần chuyển sang độc quyền thị trường truyền thông.
- Truyền hình cáp Phnôm Pênh (PPCTV),
- OneTV là nhà điều hành truyền hình kỹ thuật số mặt đất đầu tiên (liên doanh giữa Tập đoàn Hoàng gia Campuchia và General Satellite của Nga)

### Truyền hình Campuchia trong tương lai
Năm 2015, ngành truyền hình Campuchia dự kiến sẽ chuyển sang Chuẩn Truyền Dẫn DVB Digital Video Broadcasting (Mặt đất) DVB-T theo khuyến nghị của ASEAN. Hiện tại, chỉ có PPCTV là cung cấp dịch vụ DVB-T đầu tiên tại Campuchia bắt đầu cung cấp dịch vụ vào tháng 5 năm 2011, là nhà cung cấp dịch vụ phát sóng DVB-T tại Campuchia. Ngoài ra còn có một vài doanh nhân có kế hoạch đưa nhiều hơn các mạng truyền hình liên kết với MNBT và CTOWN hàng ngày.
Kể từ năm 2013, Kantar Media đã tiến hành Đo lường Khán giả Truyền hình (còn gọi là Định lượng Khán giả), tuy nhiên đây không phải là một tiêu chuẩn được công nhận chính thức tại Campuchia. Đã có những câu hỏi độc lập như thế nào kể từ khi họ được thuê để làm việc trực tiếp cho các trạm cụ thể và không phải là một bên thứ ba minh bạch.
Dữ liệu mâu thuẫn đã được nhiều trạm phát hành đưa ra vấn đề sai lệch tiềm năng hoặc thao túng dữ liệu, nhưng không rõ vấn đề này đến từ đâu. Các cơ quan nghiên cứu và quảng cáo hiện có khác đã cung cấp các dịch vụ đo lường tương tự trong nhiều năm và tiếp tục hoạt động với dữ liệu rộng lớn hơn có sẵn.

## Xuất bản phương tiện truyền thông kỹ thuật số
S A B A Y  là một công ty truyền thông Internet của Campuchia có trụ sở tại Phnôm Pênh. Đây là một công ty tin tức và giải trí xã hội tập trung vào phương tiện truyền thông kỹ thuật số. Sabay được thành lập năm 2007, ban đầu được biết đến với công ty CNTT và nhà xuất bản trò chơi trực tuyến, công ty đã phát triển thành một công ty truyền thông và công nghệ News cung cấp đủ loại tin tức về nhiều chủ đề bao gồm Giải trí, Xã hội, Thể thao, DIY, Phụ nữ, Ẩm thực, Xã hội và Tạp chí.

## Phát thanh
Campuchia có hai trạm AM và ít nhất 65 trạm FM

### Danh sách các đài phát thanh
- VAYO FM Phnom Penh FM 105.5
- VAYO FM Siem Reap FM 88
- VAYO FM Battambang FM 88
- VAYO FM Sihanoukville FM 102.5
- VIBE Radio 94.5, The Best Music
- Voice of Youth FM91.5 ra mắt vào tháng 4 năm 2014 bao gồm Phnôm Pênh, các tỉnh lân cận và sớm trên toàn quốc.
- TOWN Radio FM 102.25 MHz
- TOWN RadioFM 95.7 MHz Battambang
- TOWN RadioFM 90.7 MHz Siem Reap
- TOP Radio FM 92.3 MHz Entertainment Radio
- Phnom Penh Radio FM 103 MHz
- Dance FM Phnom Penh's number 1# station
- NRG 89 fm. Trạm âm nhạc chuyên dụng đầu tiên của Phnôm Pênh, phát sóng 24 giờ mỗi ngày.
- Radio Love FM 97.5 MHz - đài phát thanh nhạc pop phương Tây trong địa phương của Campuchia.
- Radio Australia 101.5 FM Phnom Penh & Siem Reap có sẵn 24 giờ mỗi ngày
- BBC World Service Radio FM 100. Phát sóng 24 giờ mỗi ngày. Có sẵn trong và xung quanh Phnôm Pênh (2007).
- Apsara Radio FM 97 MHz
- Family FM 99.5;MHz
- National Radio Kampuchea (RNK) AM 918 kHz và FM 105.7 MHz
- Radio Beehive FM 105 MHz
- Radio FM 90 MHz
- Radio FM 99 MHz
- Voice of America(VOA):www.voanews.com/khmer
- Radio Free Asia
- Radio Khmer FM 107 MHz
- Radio Sweet FM 88 MHz
- Royal Cambodia Armed Forces Radio FM 98 MHz
- Women's Radio FM 102 MHz của Trung tâm Truyền thông Phụ nữ Campuchia- Sử dụng phương tiện truyền thông để thúc đẩy thay đổi về mặt xã hội trong xã hội Campuchia.
- Sarika FM Lưu trữ ngày 21 tháng 12 năm 2014 tại Wayback Machine 106.5 MHz
- Radio Hang Meas FM 104.5 MHz (http://www.hangmeasfm.com/)
- Radio Raksmey Hang Meas FM 95.7 MHz (http://www.hangmeasfm.com/)

## Báo chí
Có tới hơn 100 tờ báo ở Campuchia, tuy nhiên ít người duy trì lịch xuất bản thường xuyên và có nhân viên được trả lương. Nhiều tờ báo được điều hành bởi các đảng chính trị hoặc của riêng các chính trị gia, vì vậy tin tức thường bị xuyên tạc theo quan điểm của mỗi bên. Các phóng viên đôi khi sẽ yêu cầu thanh toán từ các nguồn tin của họ để lưu giữ những câu chuyện gây bất lợi, dù có thật hay không, ra khỏi trang báo. Tuy nhiên, các phóng viên làm việc cho các tờ nhật báo địa phương có uy tín và các nhà báo hãng thông tấn và báo chí nước ngoài, thường giữ vững một tiêu chuẩn đạo đức nghiêm ngặt khi cung cấp thông tin cho người dân.

### Danh sách báo chí

#### Nhật báo đại chúng
- Chakraval Daily
- The Cambodian Journal
- Kampuchea Thmei Daily
- Kampuchea Thnai Nes (Campuchia Ngày nay)
- Kanychok Sangkhum
- Koh Santepheap (Đảo Hòa bình)
- Khmerfeed (Digital Feed Media)  Lưu trữ ngày 29 tháng 12 năm 2018 tại Wayback Machine
- Moneaksekar Khmer (Lương tâm Khmer) - Được xuất bản bởi Đảng Sam Rainsy.
- Rasmei Kampuchea (Ánh sáng Campuchia) - Nhật báo lớn nhất của Campuchia, với lượng lưu hành khoảng 18.000 bản.
- Samleng Yuvachun (Tiếng nói Thanh niên Khmer)
- Udomkate Khmer (Lý tưởng Khmer)
- Wat Phnom Daily
- "The Messenger" ("អ្នកនាំសារ") Được xuất bản bởi Văn phòng Truyền thông Xã hội Công giáo Quốc gia.

#### Báo tiếng Anh
- Business News
- CTown daily - tạp chí giải trí.
- The Cambodia Daily - Nhật báo tiếng Anh đầu tiên của Campuchia với các bản dịch tiếng Khmer chọn lọc.
- The Mekong Times - Tuần báo tiếng Anh với bản dịch tiếng Khmer. Việc xuất bản tờ báo này đã tạm thời ngừng lại, như được thông báo qua email cho những người đặt mua báo dài hạn vào ngày 19 tháng 8 năm 2008.
- The Mirror - Được xuất bản bởi Diễn đàn Mở Campuchia, đây là một tổng quan tiếng Anh của tuần báo tiếng Khmer. Cũng xuất bản một bản tóm tắt tuần báo tiếng Khmer được gọi là Kanychok Sangkhum.  Lưu trữ ngày 15 tháng 1 năm 2007 tại Wayback Machine
- Phnom Penh Post - Tờ báo tiếng Anh lâu đời nhất của Campuchia. Ban đầu hai tuần một lần, bây giờ là hàng ngày.
- Khmer Times- Tờ báo tiếng Anh thường lấy tin tức quốc gia, kinh doanh và giải trí của Campuchia. Ra mắt lần đầu tiên vào tháng 4 năm 2014.

### Tạp chí tiếng Anh
- Health Time Magazine - Tạp chí Sức khỏe duy nhất ở Campuchia cung cấp kiến thức quan trọng về sức khỏe từ điều trị bệnh, triệu chứng và những gì công chúng cần biết để duy trì cuộc sống lành mạnh.
- Cambodia Tourism Magazine (CTM) - Một tạp chí du lịch hai tháng một lần bằng cả tiếng Anh và tiếng Khmer cung cấp nhiều thông tin du lịch, điểm đến địa phương, nghệ thuật và văn hóa, ẩm thực và nhà hàng, chỗ trọ và các lĩnh vực liên quan khác.  Lưu trữ ngày 15 tháng 1 năm 2018 tại Wayback Machine
- Cambodia CityLife Magazine - Một ấn phẩm hai tháng một lần là tạp chí hướng dẫn hàng đầu của Campuchia mang đến thông tin cho tất cả những người ở Phnôm Pênh và xung quanh thị trấn.  Lưu trữ ngày 2 tháng 5 năm 2019 tại Wayback Machine
- Lady Penh - hướng dẫn sự kiện hàng tuần tiện dụng cho Phnôm Pênh (tháng 12 năm 201). Lưu hành với số lượng lớn.  Lưu trữ ngày 11 tháng 3 năm 2019 tại Wayback Machine
- Bayon Pearnik - Kết hợp hài hước và châm biếm về các vấn đề hiện tại ở Campuchia với các bình luận phê bình và thông tin du lịch mạo hiểm.
- Visitors Guide - Xuất bản các hướng dẫn riêng biệt dành cho Phnôm Pênh, Xiêm Riệp và Sihanoukville.
- Cambodia Pocket Guide - một loạt các hướng dẫn du lịch bỏ túi bao gồm các bài viết liên quan đến du lịch, giải trí, cuộc sống về đêm và v.v...
- Southeast Asia GLOBE Lưu trữ ngày 26 tháng 5 năm 2019 tại Wayback Machine - Một tạp chí hàng tháng được thành lập năm 2007 bao gồm Campuchia và Đông Nam Á, cũng được phân phối tại 7 thị trường khu vực khác.
- DISCOVER CAMBODIA Lưu trữ ngày 9 tháng 9 năm 2019 tại Wayback Machine - Một tạp chí du lịch và giải trí cao cấp hàng năm bao gồm những câu chuyện độc đáo và bất thường nhất dành cho người nước ngoài và khách du lịch đến Campuchia, cũng có sẵn để tải xuống miễn phí dưới dạng pdf.
- AsiaLIFE Guide Phnom Penh - Một tạp chí lối sống hàng tháng cho Phnôm Pênh và khu vực Campuchia với các phần về thực phẩm, đồ uống, nghệ thuật, du lịch, mua sắm, giải trí và kinh doanh.
- Economics Today - Đình bản
- Coastal - một ấn phẩm 6 tháng miễn phí với thông tin du lịch về các thị trấn du lịch ven biển của Campuchia.  Lưu trữ ngày 25 tháng 2 năm 2021 tại Wayback Machine
- Sports Express Lưu trữ ngày 21 tháng 8 năm 2014 tại Wayback Machine là tạp chí thể thao tiếng Anh đầu tiên của Campuchia có cả tin tức thể thao Campuchia và quốc tế, bao gồm Liên đoàn Bóng rổ Campuchia và Metfone C-League.
- Cambodia Golf Today Lưu trữ ngày 25 tháng 9 năm 2015 tại Wayback Machine - Tạp chí golf hàng đầu của Campuchia dưới dạng song ngữ (Tiếng Anh-Khmer) được thành lập vào năm 2014 bao gồm các tin tức và đánh giá về golf trên cơ sở hàng quý để quảng bá golf ở Campuchia.
- THEMAN Magazine Lưu trữ ngày 29 tháng 5 năm 2017 tại Wayback Machine - THEMAN là tạp chí tiếng Anh viết về ngành thời trang Campuchia liên quan đến việc cung cấp thời trang và phong cách sống tốt nhất cho thị trường đang phát triển của những người đàn ông thượng lưu, ăn mặc thời trang ở Campuchia và khu vực. Được thành lập vào tháng 5 năm 2013, các buổi chụp hình và phỏng vấn độc quyền của THEMAN về các ngôi sao, diễn viên quốc tế và người mẫu hàng đầu của Campuchia, là một minh chứng cho việc THEMAN được tôn trọng ở cả Campuchia và nước ngoài.

#### Báo tiếng Pháp
- Cambodge Nouveau
- Cambodge Soir - Đình bản
- Cambodge Mag của Christophe Gargiulo

#### Báo tiếng Trung
- Cambodia Sin Chew Daily
- Jian Hua Daily
- Angkor time

#### Tin tức trực tuyến
- The Cambodian Journal"
- Thmey Thmey
- Post Khmer
- Domnung: Khmer News Portal Lưu trữ ngày 1 tháng 4 năm 2019 tại Wayback Machine
- Khmerload
- AEC News Today
- khmerfeed